# 亚当·密茨凯维奇
亚当·密茨凯维奇（波蘭語：Adam Mickiewicz，1798年12月24日—1855年11月26日），波兰浪漫主义的代表诗人。
密茨凯维奇出生在新格鲁多克附近的庄园。

## 重要著作
- 《歌谣和传奇》
- 《先人祭》
- 《格拉席娜》
- 《康拉德·华伦洛德》
- 《塔杜施先生》

## 纪念碑
- 亚当·密茨凯维奇纪念碑 (克拉科夫)
- 亚当·密茨凯维奇纪念碑 (华沙)
- 亚当·密茨凯维奇纪念碑 (利沃夫)
- 亚当·密茨凯维奇纪念碑 (维尔纽斯)